# Gang pruszkowski
Gang pruszkowski, grupa pruszkowska, mafia pruszkowska – polska zorganizowana grupa przestępcza. Jej założyciele wywodzili się głównie z drobnych przestępców (cinkciarzy, złodziei mieszkaniowych itp.), którzy poprzez zorganizowanie się i wyspecjalizowanie w nowych rodzajach przestępstw bardzo szybko bogacili się. Gang przez dekadę był największą polską zorganizowaną grupą przestępczą. Nazwa gangu pochodzi od podwarszawskiego miasta Pruszków (na południowy zachód od Warszawy), z którego pochodziła część członków grupy.

## Historia
Grupa powstała w wyniku przemiany ustrojowej w Polsce po 1989 (upadek PRL). Ówczesna Milicja Obywatelska, przekształcona w 1990 w Policję, nie potrafiła poradzić sobie z falą nowej przestępczości. Grupa zaczynała od przestępczości gospodarczej (przemyt z zagranicy spirytusu i papierosów), następnie zajęła się przestępstwami kryminalnymi (napady na samochody ciężarowe, wymuszanie haraczy, obrót narkotykami, porwania, zabójstwa na zlecenie). Gang pobierał również „opłaty licencyjne” od innych grup przestępczych z całej Polski. Lokalni bossowie z terenu kraju zyskami dzielili się z szefostwem gangu pruszkowskiego. Na samym szczycie gangu stał zarząd kolegialnie podejmujący decyzje. W pierwszej połowie lat 90. z grupą połączył się gang ożarowski.
Założycielami grupy (tzw. „zarząd”) byli Ireneusz Piszczałkowski, ps. „Barabasz”, Janusz Prasol ps. „Parasol”, Jacek D., ps. „Dreszcz”. Późnej do zarządu weszli Leszek Danielak, ps. „Wańka”, Mirosław Danielak, ps. „Malizna”, Andrzej Zieliński, ps. „Słowik”, Ryszard Pawlik, ps. „Krzyś”, Zygmunt Raźniak, ps. „Bolo” i Ryszard Szwarc, ps. „Kajtek”.
Gang toczył wojny z konkurencyjnym gangiem wołomińskim oraz grupami z zachodniej i północnej Polski. W maju 1990, w miejscowości Siestrzeń, miała miejsce pierwsza mafijna egzekucja w Polsce. Zostali zastrzeleni członkowie gangu pruszkowskiego, recydywiści Janusz S., ps. „Lulek” i Andrzej M., ps. „Słoń”.
6 lipca 1990 przestępcy z gangu pruszkowskiego wpadli w policyjną zasadzkę, w wyniku której doszło do strzelaniny w motelu George koło Nadarzyna. W lutym 1996, w głośnej medialnie egzekucji, został zastrzelony na pruszkowskiej ulicy Wojciech Kiełbiński, ps. „Kiełbasa”. W grudniu 1999 w Zakopanem został zastrzelony lider gangu Andrzej Kolikowski ps. „Pershing”. W Polsce drugiej połowy lat 90. w zorganizowanej grupie przestępczej zabójstwa stały się czynami powszechnymi. Gangsterzy dokonywali egzekucji w biały dzień, wykorzystując do nich również materiały wybuchowe.
Z gangiem współpracowali m.in. Marek Medvesek, ps. „Oczko” i Zbigniew Mikołajewski, ps. „Carrington”. W sierpniu 2000 członek gangu Jarosław Sokołowski, ps. „Masa” został świadkiem koronnym, po czym Policja zatrzymała większość kierownictwa grupy.